# Депјути (Индијана)
Депјути (енгл. Deputy) насељено је место без административног статуса у америчкој савезној држави Индијана.

## Демографија
По попису из 2010. године број становника је 86.
| Група             | 2000.    | 2010.      |
| Белци             | 0 (0,0%) | 83 (96,5%) |
| Афроамериканци    | 0 (0,0%) | 0 (0,0%)   |
| Азијати           | 0 (0,0%) | 0 (0,0%)   |
| Хиспаноамериканци | 0 (0,0%) | 0 (0,0%)   |
| Укупно            | 0        | 86         |